# Monosyntaxis persimilis
Monosyntaxis persimilis là một loài bướm đêm thuộc phân họ Arctiinae, họ Erebidae.